# Dynia makaronowa

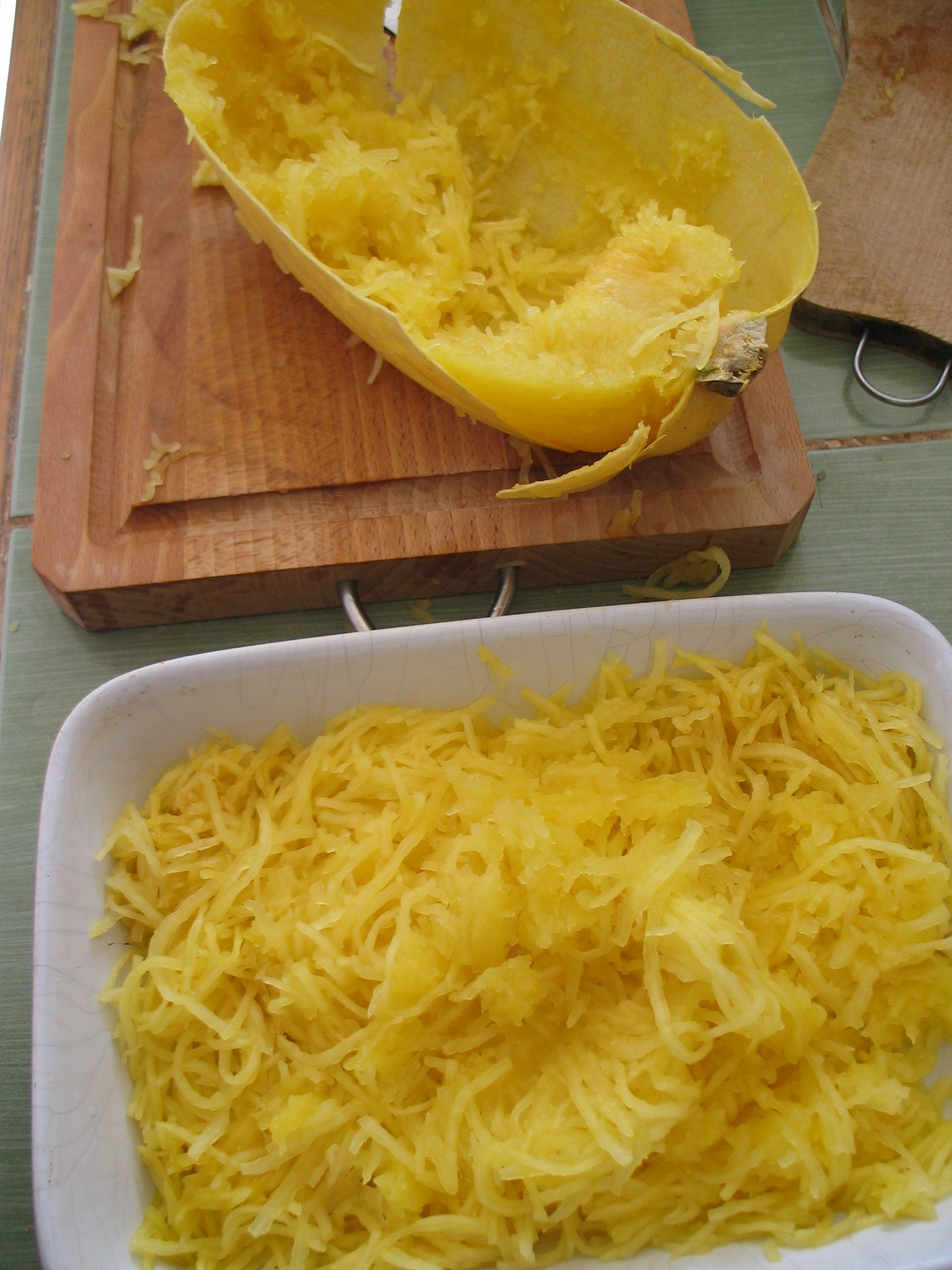
Ugotowany owoc dyni makaronowej

Dynia makaronowa (Cucurbita pepo var. giraumontia) – odmiana dyni zwyczajnej należąca do rodziny dyniowatych. Pochodzi z Ameryki, tak jak wszystkie gatunki dyni. Według nowszych ujęć taksonomicznych jest to synonim odmiany Cucurbita pepo L. subsp. pepo.

## Morfologia
ŁodygaPłożąca, o długich pędach, dochodzących do 4 – 5 metrów.
OwoceNa każdej roślinie wyrasta 8 do 10 owalnych owoców o żółtopomarańczowej skórce i ciemniejszym, pomarańczowym miąższu. Każdy z nich waży od 2 do 4 kg, co daje roczny zbiór około 40 kg owoców z jednego krzaka.

## Zastosowanie
- Roślina uprawna: Uprawiana jako warzywo.
- Sztuka kulinarna: Charakteryzuje się tym, że po ugotowaniu jej miąższ rozpada się na pasemka, podobne do makaronu. Tej właściwości zawdzięcza swoją nazwę. Dynia makaronowa jest bardzo delikatna w smaku. Można z niej robić te wszystkie potrawy, które przyrządza się z innych gatunków dyni, ale najefektowniejsze z nich, to dynia gotowana w różnych sosach oraz dynia marynowana w occie. W tej formie zachowuje ona swoją niezwykłą, „makaronową" postać, jeśli ją przekrajać w poprzek na połowę i widelcem delikatnie wyjąć miąższ. Można podać dynię jako niskokaloryczne spaghetti zamiast makaronu.

- Wartość odżywcza: zawiera niewiele węglowodanów, w tym sporo cukrów, trochę soli mineralnych (fosforu, wapnia, żelaza), dużo witaminy A oraz nieco innych witamin.

## Uprawa
- Warunki uprawy: Uprawia się ją w miejscach zacisznych, nasłonecznionych, na pochylonych stokach lub w narożnikach ogrodu, gdyż potrzebuje słońca i dobrego nawodnienia. Wymaga ona gleby ciepłej, przepuszczalnej, średnio ciężkiej, bogatej w próchnicę, niekwaśnej. Nie wymaga specjalnych zabiegów pielęgnacyjnych, jest odporna na choroby oraz szkodniki. Można ją przechowywać przez kilka miesięcy w chłodnym, suchym pomieszczeniu. Jest w Polsce mało znana, choć udaje się dobrze w warunkach klimatycznych Polski.
- Sposób uprawy: Dojrzałość konsumpcyjną osiągają po ok. 100 dniach od zasiania, kiedy ich pestki nie są jeszcze zupełnie dojrzałe i twarde.